# Synavea recurvata
Synavea recurvata är en insektsart som först beskrevs av Van Stalle 1984.  Synavea recurvata ingår i släktet Synavea och familjen Derbidae. Inga underarter finns listade i Catalogue of Life.